# 흥완군 의복
흥완군 의복(興完君 衣服)은 남연군의 둘째 아들이자, 흥선대원군 이하응의 형인 흥완군 이정응의 복식류 62점이다. 이 유물은 이정응이 입던 옷으로 그의 양자인 완순군 이재완이 보관하였다가 그 후손이 1982년 숙명여자대학교에 기증하였다.
1983년 4월 11일 대한민국의 국가민속문화재 재121호로 지정되었다.

## 개요
흥완군 이정응(1815∼1848)은 남연군의 둘째아들이며, 흥선대원군 이하응의 형이다. 이 유물은 이정응이 입던 옷으로 그의 양자인 완순군 이재완이 보관하다가 이후 그의 후손인 이철주가 숙명여자대학교 박물관에 기증한 것이다. 종류는 조복 ·제복 ·상복 ·구군복 ·청철릭 ·쾌자 ·대 ·후수 ·흉배 ·상아홀 ·등거리장식 ·차선 ·청초등롱 등 13종이며 수량은 62점이다.
이 유물들은 일반적으로 흥완군의 것으로 알려져 있으나 의복 중 일부는 그 형태로 미루어 양자 완순군의 것으로 추정된다. 관복 대부분은 소매가 좁은데, 넓은 소매에서 좁게 변한 것은 1894년 의제개혁 이후부터이다. 그런데 이때는 흥완군이 죽고, 완순군이 등용된 시기이므로 소매가 좁은 관복은 완순군의 것으로 보는 것이 타당하다.
흥완군 의복은 몇 가지 특징이 있다. 조복 밑에 입는다고 해서 중단이라고도 부르는 청초의의 앞뒤에 치마를 붙이거나 소매없이 깃만 살리고 그 위에 적초의를 겹쳐 어깨를 붙여서 마치 청초의의 소매도 있는 것 같은 효과를 주고 있다. 흑삼이 나타나고 있는데, 흑삼은 한말에 청초의를 대신한 것으로 단 사이에 흰선을 가늘게 두르고 직선의 깃 위에 둥근 깃을 붙였다. 집무복인 단령도 겨드랑이 등을 넓게 하기 위해 다른 천을 댄 무가 원래는 뒤로 접혀져 고정이 되어 있는데, 유품에는 양 옆이 터져 있는 것이 있는가하면 두루마기의 무와 같이 앞뒤가 같은 것이 있다.
흥완군 의복은 개화기 관복의 변천을 한 눈에 볼 수 있는 자료인 동시에 다양한 형태와 다양한 색상 등을 볼 수 있어 민속자료로서 가치가 크며 당시의 복식을 연구하는데 귀중한 자료이다.

## 같이 보기
- 흥완군

## 참고 자료
- 흥완군 의복 - 국가유산청 국가유산포털

 본 문서에는 서울특별시에서 지식공유 프로젝트를 통해 퍼블릭 도메인으로 공개한 저작물을 기초로 작성된 내용이 포함되어 있습니다.